# 伊集院町清藤
伊集院町清藤（いじゅういんちょうきよふじ）は、鹿児島県日置市の大字。旧薩摩国日置郡伊集院郷清藤村、日置郡中伊集院村大字清藤、日置郡伊集院町大字清藤。郵便番号は899-2506。人口は425人、世帯数は182世帯（2020年10月1日現在）。

## 地理
日置市の東端部、長谷川及び石谷川の下流域に位置している、両川の間は海抜150m程度の丘陵畑地帯で水田が広がる田園地帯である。字域の北方には伊集院町麦生田、伊集院町郡、南方には伊集院町下谷口、西方には伊集院町猪鹿倉、東方には伊集院町土橋、鹿児島市石谷町、福山町がそれぞれ接している。
中央部を鹿児島県道206号徳重横井鹿児島線が東西に通っており、古く現在の県道206号にあたる区間は薩摩街道の一部を成しており、参勤交代の際の交通路であり、伊集院と鹿児島を結ぶ幹線道路でもあった。沿線にある丘陵部には鹿児島城西高等学校が所在している。
南部には南九州西回り自動車道が東西に通っており、付近には清藤工業団地がある。北部の多くを南九州カントリークラブが占めている。

## 歴史

### 清藤の成立と中世
清藤という地名は鎌倉期より見え、薩摩国伊集院のうちであり、名田名であった。建久4年の薩摩国諸郡注文には「伊集院清藤名」とあり、戦国期に伊集院が島津氏直轄領となった。

### 近代の清藤
江戸期には薩摩国日置郡伊集院郷（外城）のうちであり、村高は「由緒再撰調」では583石余、「天保郷帳」では662石余、「旧高旧領取調帳」では599石余であった。
村域の中央にある春日神社は猪鹿倉荘厳寺の浮免地にあったという説がある。村内には大内田と呼ばれる地域があり、かつて大内田村という小村で2世帯ほどが住んでいたが、禿村となったとされている。

### 町村制施行以降
1889年（明治22年）4月1日に町村制が施行されたのに伴い、中伊集院村の大字「清藤」となり、1936年（昭和11年）に中伊集院村が町制施行し伊集院町となり、伊集院町の大字となった。
2005年（平成17年）5月1日に伊集院町が日置郡吹上町、東市来町、日吉町と合併し日置市が成立した。この合併に先立って設置された法定合併協議会である「日置中央合併協議会」において大字名については「字の区域は、現行どおりとし、現行の字の名称の前に当該字の属する合併前の町の名称を付し、字の名称を変更する。」と協定され、旧町名である「伊集院町」を従前の大字名である「清藤」に冠することとなった。合併日の2005年（平成17年）5月1日に鹿児島県の告示である「 字の名称の変更」が鹿児島県公報に掲載された。この告示の規定に基づき即日大字の名称変更が行われ、大字名が「清藤」から日置市の大字「伊集院町清藤」に改称された。

## 人口
以下の表は国勢調査による小地域集計が開始された1995年以降の人口の推移である。
| 統計年             | 統計年 | 人口 | 人口 |
| ------------------ | ------ | ---- | ---- |
| 1995年（平成7年）  | [ 9 ]  | 387  |      |
| 2000年（平成12年） | [ 10 ] | 413  |      |
| 2005年（平成17年） | [ 11 ] | 379  |      |
| 2010年（平成22年） | [ 12 ] | 389  |      |
| 2015年（平成27年） | [ 13 ] | 409  |      |
| 2020年（令和2年）  | [ 3 ]  | 425  |      |

## 施設

### 公共
- 清藤公民館[14]

### 教育
- 鹿児島城西高等学校

### 寺社
- 春日神社

## 小・中学校の学区
市立小・中学校に通う場合、学区（校区）は以下の通りとなる。
| 大字         | 番地 | 小学校               | 中学校               |
| ------------ | ---- | -------------------- | -------------------- |
| 伊集院町清藤 | 全域 | 日置市立伊集院小学校 | 日置市立伊集院中学校 |

## 交通

### 道路
一般国道
- 南九州西回り自動車道（国道3号バイパス）

一般県道
- 鹿児島県道206号徳重横井鹿児島線